# Wang Yongzhi
Wang Yongzhi (chinesisch 王永志, Pinyin Wáng Yǒngzhì; * 17. November 1932 im Dorf Laofang (老房村) der Großgemeinde Bamiancheng (八面城镇), Kreis Changtu, Provinz Liaoning; † 11. Juni 2024) war ein chinesischer Raketentechnik-Ingenieur. Er gehörte zur 2. Generation der chinesischen Raumfahrtingenieure und war 1992–2006 der Technische Direktor des bemannten Raumfahrtprogramms der Volksrepublik China. Am 30. Januar 2010 wurde der Hauptgürtel-Asteroid 46669, auch bekannt als 1996 LK, nach ihm benannt.

## Jugend und Studium
Wang Yongzhi war das jüngste von vier Kindern einer armen Bauernfamilie. 1940, als er acht Jahre alt war, brachte ihn sein ältester Bruder heimlich zur Grundschule in ihrem Dorf und meldete ihn an. Sein Vater konnte sich das eigentlich nicht leisten, stimmte dann aber doch zu. Nach dem Ende des Zweiten Weltkriegs nahm das Changbei-Gymnasium (昌北中学) in der Kreisstadt im Herbst 1945 kostenlos Schüler aus einkommensschwachen Familien auf, wodurch es Wang Yongzhi möglich war, seine Ausbildung fortzusetzen. 1949 schloss er die Unterstufe des Gymnasiums mit sehr guten Ergebnissen ab und trat mit 17 Jahren in die Kommunistische Partei Chinas ein. Aufgrund seiner guten Prüfungsergebnisse wurde er im Februar 1950 mit einem Stipendium an die gymnasiale Oberstufe der am 4. Mai 1949 gegründeten Nordöstlichen Versuchsschule (东北实验学校) in Shenyang geschickt, bis heute eines der besten Gymnasien der Provinz.
Am 25. Oktober 1950 trat die Chinesische Volksfreiwilligenarmee in den Koreakrieg ein. Am Himmel über Shenyang tauchten Jagdflugzeuge vom Typ MiG-15 der dort am 5. Oktober 1950 gegründeten 3. Jagdfliegerbrigade (空军驱逐第三旅) auf, die Abschüsse des legendären Piloten Wang Hai (王海, 1926–2020) wurden auf dem Schulhof diskutiert. Wang Yongzhi war tief beeindruckt und wollte sich, wie viele seiner Mitschüler, zur Volksfreiwilligenarmee melden, wo man bereits mit 16 Jahren aufgenommen wurde. Dies wurde von der Schulleitung jedoch untersagt. Daraufhin bewarb er sich nach dem Abitur 1952 am Institut für Flugzeugbau der Fakultät für Luftfahrttechnik der Tsinghua-Universität und wurde aufgenommen. Kurz darauf wurde das Institut jedoch mit Wirkung vom 25. Oktober 1952, dem zweiten Jahrestag des Kriegseintritts, mit den Luftfahrttechnik-Instituten des Peking-Polytechnikums und der Sichuan-Universität zur Luftfahrtakademie Peking vereinigt.
Nach einem Jahr wurde Wang an die Fremdsprachenschule Peking geschickt, um für ein Auslandsstudium in der Sowjetunion Russisch zu lernen. Dort lernte er auch seine spätere Frau kennen, die Erdölgeologin Wang Danyang (王丹阳). 1955 reiste er nach Moskau und begann dort an der Fakultät für Projektierung und Konstruktion von Flugapparaten des Staatlichen Luftfahrtinstituts Flugzeugbau zu studieren. Nachdem Nie Rongzhen und Michail Georgijewitsch Perwuchin am 15. Oktober 1957 das „Übereinkommen zwischen der Chinesischen Regierung und der Regierung der Sowjetunion über die Herstellung neuartiger Waffen und militärischer Ausrüstung sowie den Aufbau einer umfassenden Atomindustrie in China“ unterzeichnet hatten, gewährte die Sowjetunion ab 1958 jungen chinesischen Ingenieuren auch Zugang zu Militärtechnologie. Wang Yongzhi wechselte im dritten Studienjahr von Flugzeugbau zu Raketenbau.
Trotz der sich entwickelnden Spannungen zwischen China und der Sowjetunion begann er 1960, betreut von Wassili Pawlowitsch Mischin, dem Dekan der Fakultät, an seiner Diplomarbeit zum Thema „Konstruktion von Interkontinentalraketen“ zu arbeiten. 1961 erlangte er mit sehr gutem Ergebnis das Ingenieurdiplom.

## 5. Forschungsinstitut

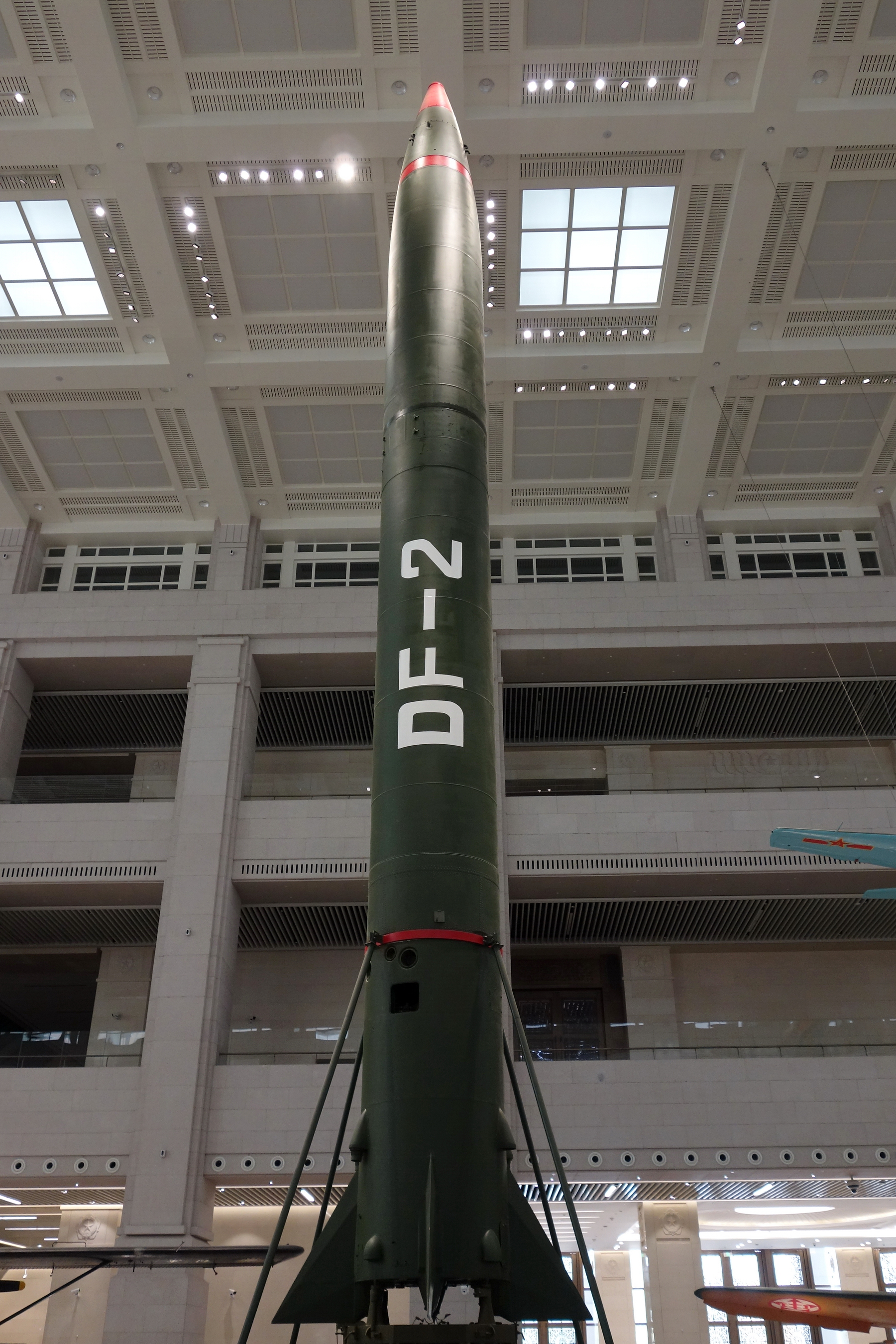
Dongfeng 2

Nach seiner Rückkehr nach China wurde Wang Yongzhi noch 1961 formal in die Volksbefreiungsarmee aufgenommen und dem 1. Zweiginstitut des 5. Forschungsinstituts des Verteidigungsministeriums zugeteilt, der heutigen Akademie für Trägerraketentechnologie. Dort war er mit Qi Faren, der 1952 mit ihm zusammen an der Luftfahrtakademie Peking zu studieren begonnen hatte, einer der Ingenieure, die für die Entwicklung der Mittelstreckenrakete Dongfeng 2 zuständig waren. Die erste Version geriet bei einem Testflug vom Kosmodrom Jiuquan am 21. März 1962 nach 69 Sekunden außer Kontrolle und schlug in der Wüste ein. Auch bei der überarbeiteten Version Dongfeng 2A gab es Probleme. Als die Rakete Ende Juni 1964 zum Kosmodrom gebracht und für ihren Erstflug betankt wurde, begann der als Treibstoff verwendete Alkohol aufgrund der selbst für die Wüste Gobi außergewöhnlich warmen Temperaturen in den Tanks zu verdampfen, was zu einem Schubkraftverlust geführt hätte. Als die Experten das Problem diskutierten, schlug Wang Yongzhi, noch keine 32 Jahre alt und im Rang eines Oberleutnants, vor, 600 kg Alkohol abzulassen. Dieser Vorschlag wurde zunächst verworfen. Nach der Sitzung wandte sich Wang Yongzhi direkt an Qian Xuesen, der das Kommando bei dem Start hatte, und erläuterte, dass, wenn der Druck in den Tanks sinken würde, damit auch die Temperatur des Treibstoffs sinken und seine Dichte größer werden würde. Qian Xuesen war beeindruckt und ordnete an, dass entsprechend zu verfahren sei. Der Erstflug am 29. Juni 1964, ebenso wie die beiden folgenden Flüge am 9. und 11. Juli verliefen einwandfrei. Die Raketen erreichten ihr berechnetes Apogäum von 200 km und damit eine Reichweite von 1050 km.

## Siebtes Ministerium für Maschinenbauindustrie
Am 4. Januar 1965 beschloss der Nationale Volkskongress, die Raketenaktivitäten aus dem Verteidigungsministerium in ein eigenes Ministerium auszulagern. Das 5. Forschungsinstitut wurde in „Siebtes Ministerium für Maschinenbauindustrie“ umbenannt, das 1. Zweiginstitut in „1. Akademie des Siebten Ministeriums für Maschinenbauindustrie“. Bereits damals hatten sich die Beziehungen zur Sowjetunion stark verschlechtert, und im März 1965 beschloss die für das chinesische Kernwaffenprogramm zuständige „Zentrale Kommission für Spezialprojekte“ (中央专门委员会) unter der Leitung von Premierminister Zhou Enlai, eine Interkontinentalrakete mit dem Namen „Dongfeng 5“ zu entwickeln, die Atomsprengköpfe in den europäischen Teil der Sowjetunion tragen könnte. Der Ausbruch der Kulturrevolution machte die weiteren Entwicklungsarbeiten jedoch unmöglich. Nach dem Zwischenfall am Ussuri vom 2. März 1969 ordnete die 1968 im Zusammenhang mit den bürgerkriegsähnlichen Unruhen der Kulturrevolution aufgestellte Militärische Kontrollkommission (军事管制委员会, eine Art „Kriegskabinett“) an, dass an der 1. Akademie eine Forschungsgruppe zur Entwicklung von strategischen Raketen mit einer Reichweite von mehr als 3000 km zu bilden wäre; der erste Testflug hätte vor dem 1. Oktober 1970 (dem chinesischen Nationalfeiertag) stattzufinden. Leiter der Entwicklergruppe wurde Tu Shou’e (屠守锷, 1917–2012), vormals stellvertretender Chefkonstrukteur der Mittelstreckenraketen Dongfeng 2 und Dongfeng 3. Auch Wang Yongzhi wurde im Dezember 1969 aus der Mittelstreckengruppe herausgezogen und wurde einer der Stellvertreter von Tu Shou’e. Bei der Konstruktion der Rakete war Wang Yongzhi für die Festlegung aller Parameter zuständig. Er war für das harmonische Zusammenwirken aller Teilsysteme in der Rakete verantwortlich sowie für die Planung der Tests am Boden und der Testflüge. Hierbei entwickelte er ein Konzept für einen Prüfstand, auf dem die gesamte Rakete, nicht nur die Triebwerke, getestet werden konnte.
Am 1. Juli 1971 war das erste Exemplar der Rakete für einen Testflug bereit. Bei den Startvorbereitungen machten sich jedoch ungewöhnliche Geräusche bemerkbar, und es stellte sich heraus, dass mit dieser Rakete zu viele Tests auf dem Prüfstand durchgeführt worden waren, was zur Alterung einiger Bauteile geführt hatte. Angesichts des Aufwands, den die Herstellung dieses Exemplars gefordert hatte, sprach sich Wang Yongzhi dafür aus, dennoch einen Startversuch zu wagen. Mit Billigung von Tu Shou’e reiste er nach Peking, um der Zentralen Kommission für Spezialprojekte Bericht zu erstatten. Zhou Enlai stimmte Wang zu und erteilte die Anweisung, den Testflug wie ursprünglich geplant durchzuführen. Dies erfolgte am 10. September 1971. Der Start und die Trennung von erster und zweiter Stufe verliefen planmäßig. Dann schaltete sich jedoch das Triebwerk der zweiten Stufe 6 Sekunden zu früh ab, und die Rakete konnte das Zielgebiet nicht erreichen. Dennoch wurde der Test als Erfolg verbucht. Nach zwei Fehlstarts im 1972 und 1973 wurde die Entwicklung von Langstreckenraketen dann jedoch zurückgestellt.
Wang Yongzhi wurde im März 1974 von der Gruppe um die sogenannte „Viererbande“ für 500 Tage unter Hausarrest gestellt, eine Zeit, die er unter anderem dazu nutzte, zusammen mit seiner Frau an dem grundlegenden Werk „Start geostationärer Kommunikationssatelliten“ (同步通信卫星的发射) zu arbeiten, das im Dezember 1977 zunächst als Regierungsdruck für den internen Dienstgebrauch erschien, dann nach Aufhebung der Geheimhaltung vom Pekinger Verlag für Rüstungsindustrie (国防工业出版社) 2005 veröffentlicht wurde. Die Arbeit an der Interkontinentalrakete wurde erst nach dem Sturz der Viererbande 1976 und dem Ende der Kulturrevolution wieder aufgenommen. Ab Januar 1979 wurden zahlreiche Testflüge durchgeführt, und am 18. Mai 1980 fand der erste Weitflug statt, bei dem die Rakete, gestartet vom Kosmodrom Jiuquan, mit hoher Präzision das 8000 km entfernte Zielgebiet im Südpazifik traf. Die maximale Reichweite der Dongfeng 5 beträgt 12.020 km.
Parallel zu den Interkontinentalraketen hatten Tu Shou’e und Wang Yongzhi ab 1970 die für die Rückkehrsatelliten der Bahnbrecher-Serie gedachte Trägerrakete Langer Marsch 2 entwickelt, die auf der Dongfeng 5 basierte, aber ein verbessertes Lenk- und Antriebssystem besaß. Obwohl die Viererbande beim 2. Büro für Maschinenbau und Elektrotechnik in Shanghai die Entwicklung einer eigenen Trägerrakete, der Feng Bao 1, vorantrieb, wurde dieses Projekt weitergeführt. Der erste Testflug der Langer Marsch 2 am 5. November 1974 war zwar ein Fehlschlag, der zweite Versuch mit einer überarbeiteten Version am 26. November 1975 glückte jedoch. Als man Ende der 1970er Jahre mit der Entwicklung der zweiten Generation von Interkontinentalraketen begann, der Dongfeng 5A, wurde Wang Yongzhi, der 15 Jahre jünger war als Tu Shou’e und zur zweiten Generation der Raketeningenieure gehörte, im Juli 1979 auf Vorschlag von Qian Xuesen zum Chefkonstrukteur ernannt. Die Rakete wurde 1986 in Dienst gestellt, Wang Yongzhi wurde für die Entwicklung mehrfach ausgezeichnet.

## Bemanntes Raumfahrtprogramm
Im November 1980 wurde Wang Yongzhi zum stellvertretenden Direktor der 1. Akademie ernannt. Er nahm im Auftrag des Staatsrats der Volksrepublik China ab April 1986 als Leiter einer Arbeitsgruppe am Aufbau der hinter dem „Programm 863“, einem Förderprogramm für Hochtechnologie, stehenden Organisationsstruktur teil. Im Dezember 1986 wurde er zum Direktor der 1. Akademie befördert. Im April 1987 wurde Wang Yongzhi, der sich zu diesem Zeitpunkt mit der Entwicklung kleiner Boden-Boden-Raketen mit Feststoffantrieb befasste zu einem von sieben Mitgliedern der für das Fachgebiet bemannte Raumfahrt zuständigen Gutachterkommission beim Programm 863 (“863计划”航天领域专家委员会) ernannt. Nach einem erfolgreichen Testflug im Oktober 1990, bei dem zwei weiße Mäuse in einem mit Lebenserhaltungssystemen ausgerüsteten Rückkehrsatelliten vom Typ Bahnbrecher-1 acht Tage lang die Erde umkreist hatten, einigte sich die Gutachterkommission nach längeren Diskussionen am 8. Januar 1992 darauf, dass das Ziel der weiteren Entwicklung eine Raumstation sein sollte, wozu als erster Schritt ein bemanntes Raumschiff zu konstruieren war, ein Zwischenziel, das den damaligen wirtschaftlichen und technischen Möglichkeiten Chinas angemessen war.
Wang Yongzhi war bereits im Mai 1991 auf Anordnung der Kommission für Wissenschaft, Technik und Industrie für Landesverteidigung von der 1. Akademie in das Ministerium für Luft- und Raumfahrtindustrie gewechselt, wo er als Technischer Direktor für die Trägerraketen der Changzheng-Serie sowie die Boden-Boden-Raketen der Dongfeng-Serie zuständig war. Am 17. Januar 1992 wurde bei der Wehrtechnik-Kommission eine „Arbeitsgruppe Machbarkeitsstudie bemanntes Raumfahrtprogramm“ (中国载人飞船工程技术经济可行性论证组) eingerichtet, zu deren Leiter Wang Yongzhi bestimmt wurde.
Die Gruppe um Wang Yongzhi erarbeitete ein konkretes Programm, das in drei Phasen ablaufen sollte:
1. Start zweier unbemannter und eines bemannten Raumschiffs, Durchführung von wissenschaftlichen Experimenten
2. Meisterung der Technologie für Außenbordeinsätze und Rendezvous-Manöver; Start eines kurzzeitig bewohnten Weltraumlabors
3. Bau einer 20 Tonnen schweren, langfristig besetzten Raumstation[22]

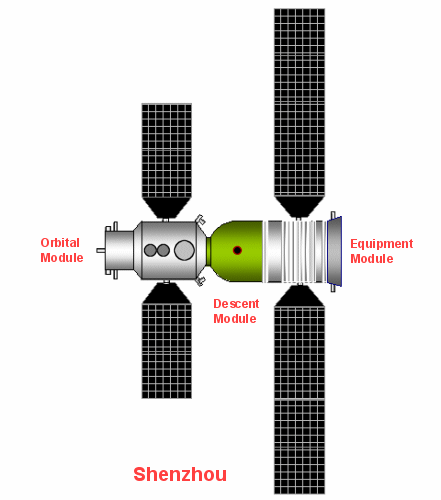
Shenzhou-Raumschiff

Der Plan wurde dem Ständigen Ausschuss des Politbüros der Kommunistischen Partei Chinas vorgelegt, der ihn am 21. September 1992 billigte. Wegen des Beginns der konkreten Planungsphase im Januar 1992 ist das Programm auch als „Projekt 921“ bekannt. Im November 1992 wurde Wang Yongzhi zum Technischen Direktor des Bemannten Raumfahrtprogramms der Volksrepublik China ernannt. Zusammen mit dem Leiter der Wehrtechnik-Kommission, Generalleutnant (ab Juni 1994 General) Ding Henggao (丁衡高, * 1931), der als politisch-organisatorischer Kommandant fungierte, war er nun für die Entwicklung des später „Shenzhou“ genannten Raumschiffs, der Trägerrakete Changzheng 2F und der nötigen Infrastruktur zuständig, also den Bau der „Startrampe 91“ auf dem Kosmodrom Jiuquan, des Raumfahrtkontrollzentrums Peking, des Chinesischen Raumfahrer-Ausbildungszentrums und den Ausbau des Bahnverfolgungsnetzwerks des Satellitenkontrollzentrums Xi’an. Bis mit Yang Liwei am 15. Oktober 2003 der erste Raumfahrer der Volksrepublik China ins All abhob, wurden rund 2,3 Milliarden US-Dollar für das bemannte Raumfahrtprogramm ausgegeben, 1 Milliarde davon allein für die Infrastruktur.
Nach organisatorischen Vorbereitungen – unterhalb der Ebene von Kommandant und Technischer Direktor wurde das Büro für bemannte Raumfahrt eingerichtet, das wiederum in sieben Aufgabenbereiche bzw. „Systeme“ unterteilt war – begann man im Januar 1993 mit den eigentlichen Entwicklungsarbeiten. Zu diesem Zeitpunkt hatte man sich bereits darauf geeinigt, ein Raumschiff aus drei Komponenten zu bauen, ähnlich der Sojus TM. Anders als bei der Sojus, wo bei der Rückkehr zur Erde das gesamte Raumschiff den Orbit verließ, dann das Orbitalmodul und das Servicemodul abgetrennt wurden und in der Atmosphäre verglühten, sollte das Shenzhou-Raumschiff noch in der Umlaufbahn vom Orbitalmodul abkoppeln und erst dann zur Erde zurückkehren. Auf diese Art konnte das mit Experimenten bestückte Orbitalmodul noch mindestens ein halbes Jahr (in der Praxis wesentlich länger) genutzt werden. Dies war von Anfang an als erster Schritt zu einem Weltraumlabor gedacht, um herauszufinden, welche Experimente in der Umlaufbahn durchgeführt werden konnten und was hierfür nicht geeignet war.
Das Ministerium für Luft- und Raumfahrtindustrie war kein Ministerium im üblichen Sinn, sondern ein, wenn auch nicht gewinnorientierter, Konzern mit über das ganze Land verteilten Fabriken und Forschungseinrichtungen. Dem wurde am 22. März 1993 auch formal Rechnung getragen, als das Ministerium per Beschluss des Nationalen Volkskongresses aufgelöst und die „Dachgesellschaft für Luftfahrtindustrie“ sowie die „Dachgesellschaft für Raumfahrtindustrie“ gegründet wurden, letztere die Vorläuferorganisation der heutigen China Aerospace Science and Technology Corporation. Ein Jahr später, im April 1994, verließ Wang Yongzhi, der bei der Dachgesellschaft für Raumfahrtindustrie als stellvertretender Vorsitzender der Kommission für Wissenschaft und Technik eine Position hatte, die einem stellvertretenden Aufsichtsratsvorsitzenden entspricht, die Firma und wechselte offiziell zur Kommission für Wissenschaft, Technik und Industrie für Landesverteidigung. Seine offizielle Tätigkeitsbezeichnung war „Ziviler Kader der Volksbefreiungsarmee“ (解放军文职干部).
Im April 1998 entschied die Zentrale Militärkommission, den militärischen Bereich aus der Wehrtechnik-Kommission auszulagern – die in zivile Hände überging – und daraus das Hauptzeugamt der Volksbefreiungsarmee zu bilden, dem nicht nur diverse Waffenprüfzentren, sondern auch die gesamte Raumfahrt unterstellt wurde. General Cao Gangchuan, bisheriger Leiter der Wehrtechnik-Kommission und Kommandant des bemannten Raumfahrtprogramms, wurde Leiter des Hauptzeugamts und blieb Kommandant der bemannten Raumfahrt, und auch Wang Yongzhi wurde bei der neuen Dienststelle in seiner alten Position bestätigt. Als Technischer Direktor war er für sämtliche Starts der ersten Phase des Programms zuständig, von Shenzhou 1 am 19. November 1999 bis Shenzhou 6 am 12. Oktober 2005.
Bereits am 15. September 2004, nach seiner Ernennung zum Dekan der Fakultät für Luft- und Raumfahrttechnik an der Tsinghua-Universität (siehe unten), hatte Wang Yongzhi General Li Jinai, den Leiter des Hauptzeugamts, darum gebeten, mit fast 72 Jahren sein Amt als Technischer Direktor niederlegen zu dürfen. General Li, der kurz darauf in die Politische Abteilung der Volksbefreiungsarmee wechselte, wollte das jedoch in den letzten Tagen seiner Amtszeit nicht mehr entscheiden. Erst im Jahr 2006, nachdem die erste Phase des bemannten Raumfahrtprogramms offiziell für beendet erklärt worden war, konnte Wang Yongzhi sein Amt an Zhou Jianping übergeben, bis dahin Technischer Direktor des Kosmodromsystems in Jiuquan. Auf Bitte von General Chen Bingde, dem neuen Leiter des Hauptzeugamts, blieb er dem bemannten Raumfahrtprogramm jedoch als Berater (载人航天工程高级顾问) erhalten. In dieser Eigenschaft leitete er die Gruppe von Experten, die ab März 2007 den Antrag auf Finanzierung des Raumstation-Baus aus dem Fonds für Nationale wissenschaftlich-technische Großprojekte formulierte. Im September 2008 wurde das Konzept von der Gutachterkommission bei den Nationalen Großprojekten befürwortet, am 25. September 2010 erteilte der Ständige Ausschuss des Politbüros der KPCh die offizielle Genehmigung zum Bau der Chinesischen Raumstation.

## Lehre und politisches Engagement
Im Mai 1987 war Wang Yongzhi, damals Direktor der 1. Akademie des Ministeriums für Raumfahrtindustrie, von der Kommission für Wissenschaft, Technik und Industrie für Landesverteidigung zum Wissenschaftsrat im Rang eines Professors (研究员) befördert worden. Die 1. Akademie besaß bereits seit 1981 eine Graduiertenschule mit der Berechtigung zur Verleihung von Doktortiteln. Im Januar 1990 genehmigte der Staatsrat, dort einen Studiengang für Fortgeschrittene Raketenkonstruktion (火箭设计专业博士点) anzubieten, Wang Yongzhi wurde zum Doktorandenbetreuer ernannt. Im Mai 1994 wurde er mit der ersten Gruppe der Ingenieure in die frisch gegründete Chinesische Akademie der Ingenieurwissenschaften aufgenommen, wo er als Leiter der Abteilung für Maschinenbau und Transportwesen (机械与运载工程学部) fungierte.
Die Fakultät für Luftfahrttechnik der Tsinghua-Universität war 1952 in der Luftfahrtakademie Peking aufgegangen (siehe oben). Am 18. Mai 2004 wurde an der Tsinghua-Universität jedoch erneut eine Fakultät für Luft- und Raumfahrttechnik gegründet, Wang Yongzhi wurde dort als Professor berufen und zum Dekan ernannt. Dieses Amt behielt er bis Juni 2018, wo er, mit 85 Jahren, zum Ehrendekan ernannt wurde.
Im März 2008 wurde Wang Yongzhi als Vertreter der Wissenschaftlich-technischen Kreise (科学技术界) für die 11. Legislaturperiode (2008–2013) in die Politische Konsultativkonferenz des chinesischen Volkes berufen.